# أسل ثلاثي الأقسام
أسل ثلاثي الأقسام (الاسم العلمي: Juncus trifidus) نوع نباتي يتبع جنس الأسل وينتمي إلى الفصيلة الأسلية.